# Fanni syn Samuela
Fanni syn Samuela (również Pinchas i Fanazes, gr. Φαννί υἱὸς Σαμουήλου, hebr. פנחס בן שמואל Pinchas ben Szmuel) – ostatni arcykapłan w żydowskiej historii w latach 68-70, potomek Sadoka.
Zeloci i sykariusze po zajęciu Świątyni w 67 roku wybrali Fanazesa, rzucając losy. Nie pochodził z rodu arcykapłanów, był prostym kamieniarzem. Jego zwierzchnicy traktowali go obcesowo i dyktowali mu, co ma robić. Brak o nim innych danych, zapewne zginął w trakcie zdobywania Jerozolimy w 70 r.